# Henri Bergson
Henri Bergson (Pariz, 18. listopada 1859. – Pariz, 4. siječnja 1941.), francuski filozof
Henri Bergson je filozof koji je ostavio traga u 20. stoljeću. Bio je izvrstan matematičar, a kasnije se počeo baviti humanističkim znanostima. Predao je dvije doktorske radnje: Esej o neposrednim datostima svijesti, i jedan na latinskom o Aristotelovu poimanju mjesta. Predavao je na koledžu de France, sluša ga Ettienne Gilsone, Thomas Stearns Eliot, predaje i u Americi, član je francuske akademije i to kao prvi židov koji je ušao u nju. Imao je i političku karijeru, umro je s 81 godinom. Zagovarao je katoličanstvo no nije bio pripadnik. 
1927. godine dobio je Nobelovu nagradu za književnost. Njegova filozofija je spiritualistička alternativa pozitivizmu 20. stoljeća. 

## Djela
- Materija i pamćenje, 1896.
- Stvarateljska evolucija, 1907.
- Smijeh, 1900.

## Bergsonova filozofija
Temeljna Bergsonova intuicija koja hrani njegovu filozofsku špekulaciju skupljena je u iskazu da vrijeme nije atomsko već ono što traje. Time je izjednačio vrijeme i trajanje. Pod utjecajem pozitivizma i prirodnih znanosti na vrijeme se gledalo kao i na prostor – da je djeljivo na dijelove međusobno različite po tome što je prije, a što poslije. Bergson smatra da to nije tako pa se utječe neposrednim datostima svijesti: vrijeme nije nešto poput točaka već kontinuirano i protežno, sastavljeno od dimenzija: prošlost, sadašnjost i budućnost. 
Ispitujući činjenice svijesti vidi se da one nisu homogene već da se svijest sastoji od heterogenih međusobno prožimajućih momenata koji konstituiraju jedno trajanje. Vrijeme je stoga susljednost trajne svijesti te je u svojoj biti trajanje, proces u neprestanom obogaćivanju te je nedjeljivo. Trajanje osim datosti svijesti karakterizira čitavu stvarnost – stvarnost nema kao najviši princip bitak već je posljednji princip svekolike stvarnosti životni zamah, elan vital. Zbilja je stvaralačka evolucija s bitnom karakteristikom trajanja.
Metoda ne može biti pozitivistička – ona je pogodna za stvarnost koju reducira na sheme, a nije pogodna za filozofiju – tu je potrebna metoda koja je u mogućnosti približiti se stvarnosti, a da je ne iskrivi. Ta metoda ne dolazi od racia – on je kompetentan samo za atomičnu stvarnost. Zato je naša metoda intuicija koja povezuje instinkt i intelekt. 
Elan vital za svoj početak ima stvarnost koja je ispunjena različitim energijama: anorganska materija, vegetativna sfera i intelektualni život; tu Bergson vidi tri različitosti jednog pregnuća zamaha elana koji se akumulira u tim oblicima. Vegetativnu razinu karakterizira određena tromost i tupost, životinjski je svijet akcija, pokret i limitirana inteligencija, dok su u čovjeku sublimirani um, inteligencija i instinkt; ne postoji inteligencija koja ne bi bila dio instinkta i obratno. Ovo se ne može objasniti bez jednog prototipa – od te se početne stvarnosti rađaju divergentne unije života i materije pri čemu je život viši stvaralački princip materije koja je silazne putanje. Objekt je filozofije stoga životni zamah temeljne karakteristike trajanja,  a zato nam je potreban jedan studij evolucionizma. Nastajanje je sam bitak stvarnosti iznad kojeg nema ništa više, to je jedna stvarateljska evolucija. Njoj odgovara dioba na statičku i dinamičku religiju te otvoreni i zatvoreni moral koji se pokazuju u distinkciji razuma i metode intuicije – dok racio zatvara sve u sheme, intuicija je otvorena spram stvarnosti.
Zatvoreni je moral moral razuma, a inspirira se na ideji vremenske sankcije nagrade i kazne – to je naime metoda socijalnog pritiska i pokoravanja nametnutim zakonima društva koji ima za cilj održavanje istog motivima pozitivne i negativne sankcije. Tu je djelovanje automatizirano: činim tako jer svi tako čine. Otvoreni moral jest onaj po kojem se netko obvezuje na radnju nadahnjujući se na pojmu dobrobiti čovječanstva utemeljenog na ljubavi. Ovaj moral nije statičan već stvarateljski otvoren pa daje osjećaj slobode te se poistovjećuje sa samim životnim principom. U tome je sličan glazbi. Ovdje Bergson slijedi Augustinovu ama et quod vis fac. Bergson je taj moral pronašao u Budi, Sokratu, svecima kršćanstva i židovstva kao onih koji su bili propagatori dobra. Oba ova morala ne pojavljuju se u čistoj formi već su dvije pojave jednog te istog zamaha. 
Statička religija temelji se na pripovijedanju kojim se čovjek brani od štetnih utjecaja, a motivirana je obećanjem vječne kazne ili nagrade. Dinamička religija temelji se na intuiciji apsolutnoga i na mističnom sjedinjenju s Njime tako da je praktični vid ove religije mistični život. Tu Bergson proučava grčki i istočni misticizam, židovske proroke te kršćansku mistiku pa zaključuje da je mistika kršćanstva jedina koja je uspjela u posvemašnjoj mjeri – tu se mistika posve iskristalizirala. Ovdje Bergson stiže do Božje opstojnosti koju postavlja na temeljima posve drugačijim od logičkih, za koje drži da ne dokazuju ništa: potrebno je ovdje vjerovati misticima – to su eksperti koji znaju o čemu govore baš kako vjerujemo doktoru kad je u pitanju naše zdravlje. Počekom 20. stoljeća u Francuskoj se formira bergsonovska škola na koju utječe anglosaksonski pragmatizam, a koja ide dalje od Bergsona. On je pak na svojoj samrti zaželio da mu se spale spisi pa nam od njega nije ništa ostalo osim nekih.